# ニッポン全国ラジベガス
ニッポン全国 ラジベガス（ニッポンぜんこくラジベガス）は、ニッポン放送をキーステーションに放送していたラジオ番組。放送時間は毎週月曜日 - 金曜日の22:00 - 24:00（ただしナイター中継延長時には飛び乗りとなる放送局もあり）。2005年3月28日に放送開始し、2006年9月29日に終了した。

## 番組の移り変わり
- 2005年3月 - 9月「デーモン小暮 ニッポン全国 ラジベガス」
- 2005年10月 - 2006年9月「東貴博 ニッポン全国 ラジベガス」

各番組の詳細は、上記の各項目を参照のこと。

## 出演者
| 期間      | 期間      | メインパーソナリティ                   | 女性パートナー | 女性パートナー | 女性パートナー | 女性パートナー | 女性パートナー |
| 期間      | 期間      | メインパーソナリティ                   | 月曜           | 火曜           | 水曜           | 木曜           | 金曜           |
| --------- | --------- | -------------------------------------- | -------------- | -------------- | -------------- | -------------- | -------------- |
| 2005.3.28 | 2005.9.30 | デーモン小暮閣下（元聖飢魔IIリーダー） | 犬山イヌコ     | 魚住りえ       | 島崎和歌子     | 佐藤江梨子     | 友近           |
| 2005.10.3 | 2006.3.31 | 東貴博（Take2）                        | 犬山イヌコ     | 魚住りえ       | 島崎和歌子     | はしのえみ     | 友近           |
| 2006.4.3  | 2006.9.29 | 東貴博（Take2）                        | （不在）       | （不在）       | （不在）       | （不在）       | （不在）       |

- 後に東と友近は 中京ローカルの CBCテレビ「なるほどプレゼンター!花咲かタイムズ」で毎週土曜日一緒にMCをすることになる。
- 『ラジベガス年末スペシャル』の時には声優の永井一郎が出演した時があった。

## ネット局
| STVラジオ | 青森放送   | IBC岩手放送（※） | 山形放送   | ラジオ福島   |
| 茨城放送  | 信越放送   | 山梨放送         | 北陸放送   | 福井放送     |
| 静岡放送  | 東海ラジオ | KBS京都          | ラジオ関西 | 和歌山放送   |
| 山陰放送  | 山口放送   | 西日本放送       | 高知放送   | 九州朝日放送 |
| 長崎放送  | 熊本放送   | 大分放送         | 宮崎放送   |              |

- （※）IBC岩手放送では金曜日に限り23:00 - 24:00の短縮放送。
- 以前「HOT'n HOT お気に入りに追加!」を放送していた北日本放送は放送番組をTBSラジオの「BATTLE TALK RADIO アクセス」などに変更。
- 逆に信越放送は月曜のみ実施していた「BATTLE TALK RADIO アクセス」のネットから離脱、同時間帯は月 - 金曜全てニッポン放送からのネットに一本化された。
- STVラジオは2006年4月から独自の番組「なまらん」の放送時間拡大により離脱。